# Rugby mixed ability
Rugby mixed ability (traducido como "rugby de capacidades mixtas"), o rugby inclusivo, es una modalidad del rugby adaptado, para que puedan participar en el juego personas con y sin discapacidades. Está regulado por la International Mixed Ability Sports (IMAS), que desde 2017 organiza el Torneo Mundial de Rugby Mixed Ability.

## Historia
El movimiento Mixed Ability surgió en la década de 1990, y encontró un fuerte impulso a partir de la reformulación radical del criterio de inclusión, desde que fuera aprobada la Convención Internacional sobre los Derechos de las Personas con Discapacidad de Naciones Unidas, que entró en vigor el 3 de mayo de 2008.

## Premisas inclusivas del modelo IMAS
Las premisas inclusivas del Modelo IMAS son:

1. La inclusión se centra en la persona y sus capacidades. Las debilidades hay que conocerlas, pero no como un elemento limitante, sino para buscar las ayudas y apoyos que pueden ayudar a superarlas o minimizarlas.
2. La inclusión centra las limitaciones y las barreras en las dificultades del entorno y NO en la persona con discapacidad.
3. La inclusión NO disfraza las limitaciones, porque son reales, ni intenta acercar a la persona a un modelo de ser, de pensar y de actuar “normalizado”: acepta a cada uno tal y como es, reconociendo y valorando a cada persona con sus características individuales.
4. La inclusión parte del principio de igualdad de TODAS las personas en el desarrollo de nuestros derechos. Pero para que esa igualdad sea real, no podemos tratar igual a todas las personas porque TODAS somos diferentes y no todas necesitamos lo mismo para ejercerlos. Por eso, para conseguir esa igualdad, es necesario ejercer la equidad o, lo que es lo mismo, dar a cada PERSONA lo que necesita para poder disfrutar de los mismos derechos.

## Reglas adaptadas
A los fines del juego se dividen a las personas en cuatro grupos, numerados del uno al cuatro, según el grado de limitaciones de cara a su desempeño en el juego. 
El Grupo 1 está integrado por personas cuyas limitaciones impiden garantizar su seguridad o la seguridad de los demás jugadores. Se recomienda que sean incluidos en los equipos y que participen en los entrenamientos, pero que no participen en competencias regladas.
El Grupo 2 está integrado por personas con bajo nivel funcional y sin autonomía total en el juego. Usan casco rojo.
El Grupo 3 está integrado por personas con una afectación motriz o cognitiva leve-moderada que puede requerir apoyo en momentos puntuales durante el juego. Usan casco amarillo.
El Grupo 4 está integrado por personas pueden practicar el juego sin adaptaciones en sus reglas.
La adaptación de las reglas están referidas al comportamiento de y ante los jugadores de los grupos 2 y 3, definidos como "jugadores vulnerables". Las reglas buscan atenuar los tackles contra jugadores vulnerables y facilitarles el tackle cuando ellos lo realizan, así como tolerar algunos errores de juego (como aceptor la posibilidad de que la pelota se les caiga hacia adelante una vez), y aliviar ciertas exigencias técnicas (como las conversiones o los saques). 
Fuente: Reglamento de rugby inclusivo.